# Neues vom Känguru
Neues vom Känguru war eine Radio-Comedy-Serie des deutschen Autors und Kabarettisten Marc-Uwe Kling. Sie wurde seit Anfang 2008 wöchentlich im Hörfunkprogramm Fritz des RBB ausgestrahlt. Ab 2013 liefen unter der Bezeichnung Neues vom Känguru RELOADED alle Folgen in neu editierter Fassung. Seit 2020 veröffentlicht Fritz die alten Folgen auf dem YouTube-Kanal „Neues vom Känguru reloaded“ und als Podcast.

## Inhalt
Die humoristischen Kurzgeschichten handeln von dem Kleinkünstler Kling und seinem Mitbewohner, einem Känguru, das nach seiner Zeit beim Vietcong kommunistische Positionen vertritt, Fan der Rockband Nirvana und süchtig nach Schnapspralinen ist.

## Bücher und Hörbücher
2009 erschien Die Känguru-Chroniken. Ansichten eines vorlauten Beuteltiers in gedruckter Form. 2010 wurden Kling und das Produzententeam von Fritz für die Serie mit dem Deutschen Radiopreis in der Kategorie Beste Comedy ausgezeichnet.
2011 wurde Das Känguru-Manifest. Der Känguru-Chroniken zweiter Teil veröffentlicht. Der dritte Teil der Trilogie, Die Känguru-Offenbarung, erschien am 10. März 2014. Am 12. Oktober 2018 erschien mit Die Känguru-Apokryphen ein vierter Band.
Zu allen Büchern gibt es auch Hörbücher.